# Nick Santora

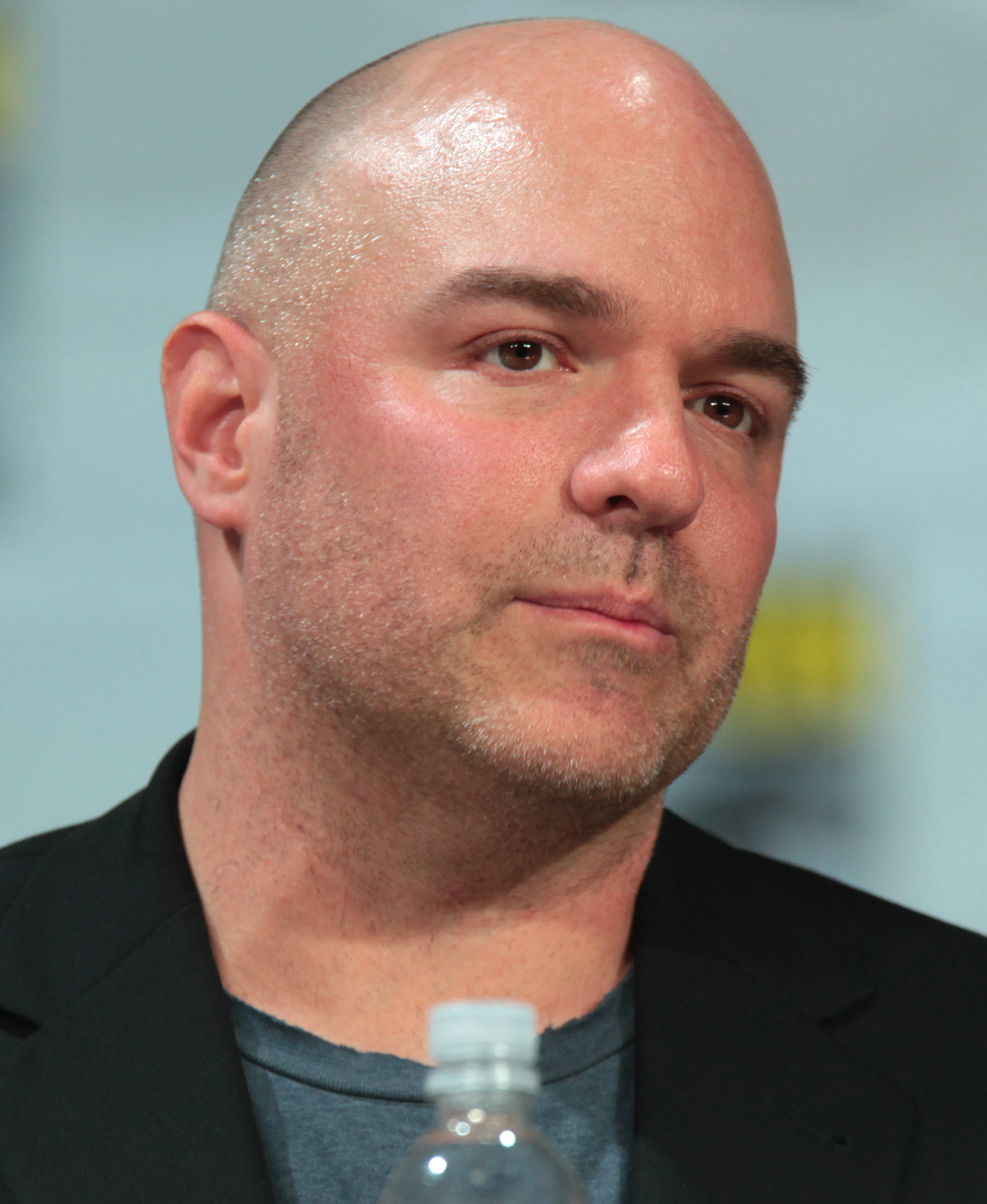
Nick Santora em 2014.

Nick Santora é um escritor e produtor. Nascido em Queens, Nova Iorque. Ele também ajudou a produzir a série Prison Break.